# Rynek Starego Miasta w Warszawie

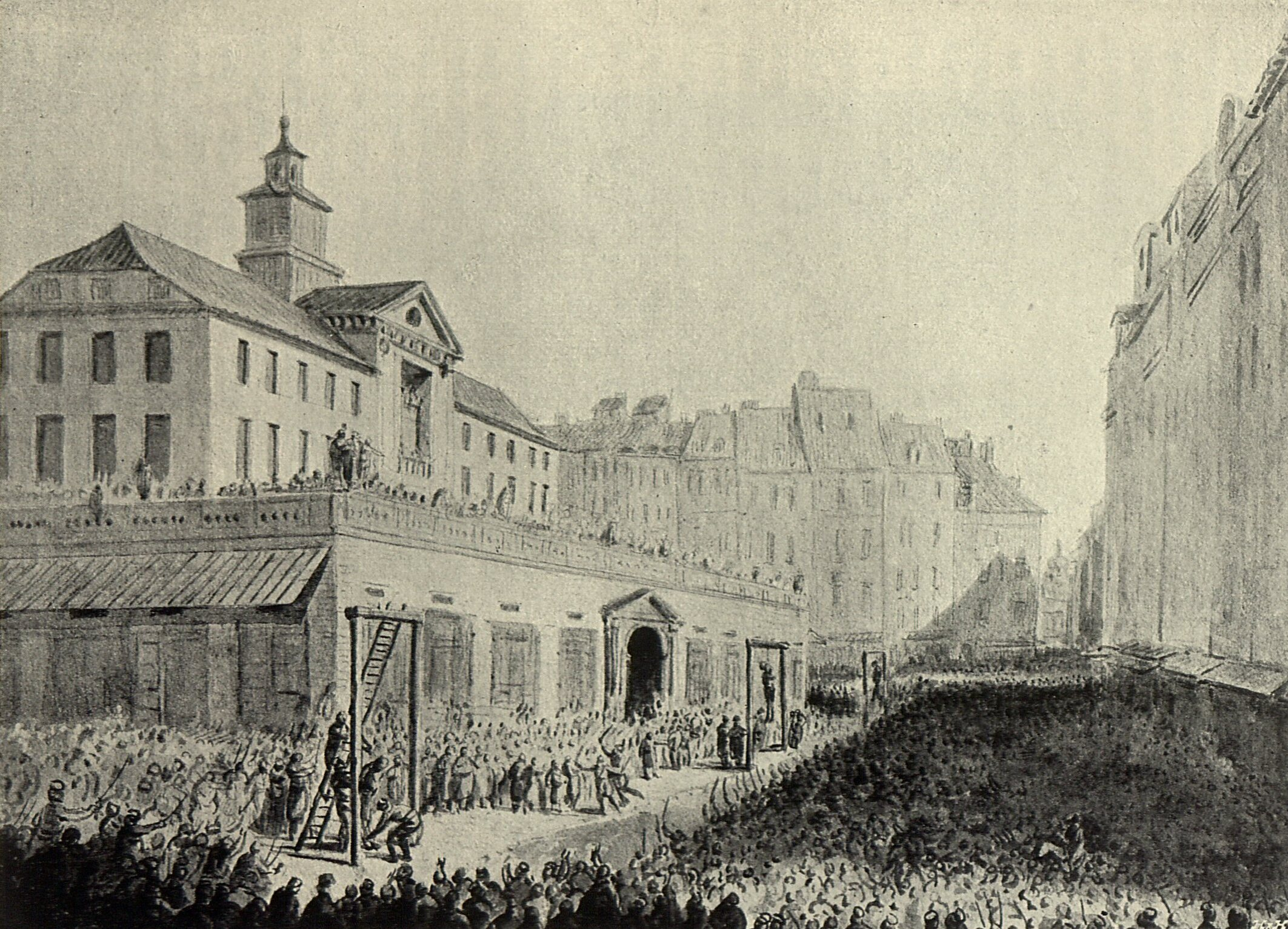
Wieszanie targowiczan na Rynku Starego Miasta 9 maja 1794

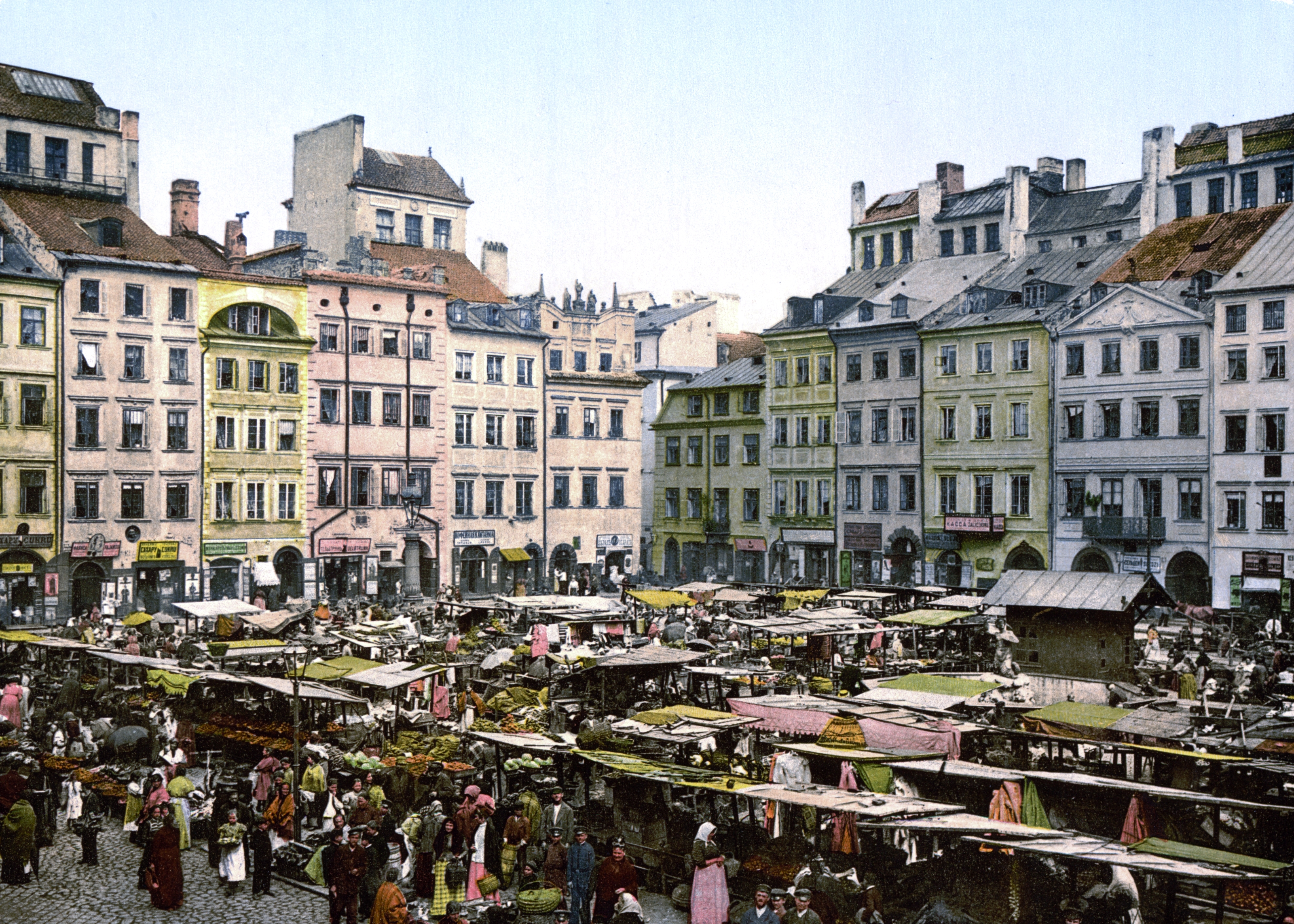
Rynek Starego Miasta ok. 1900

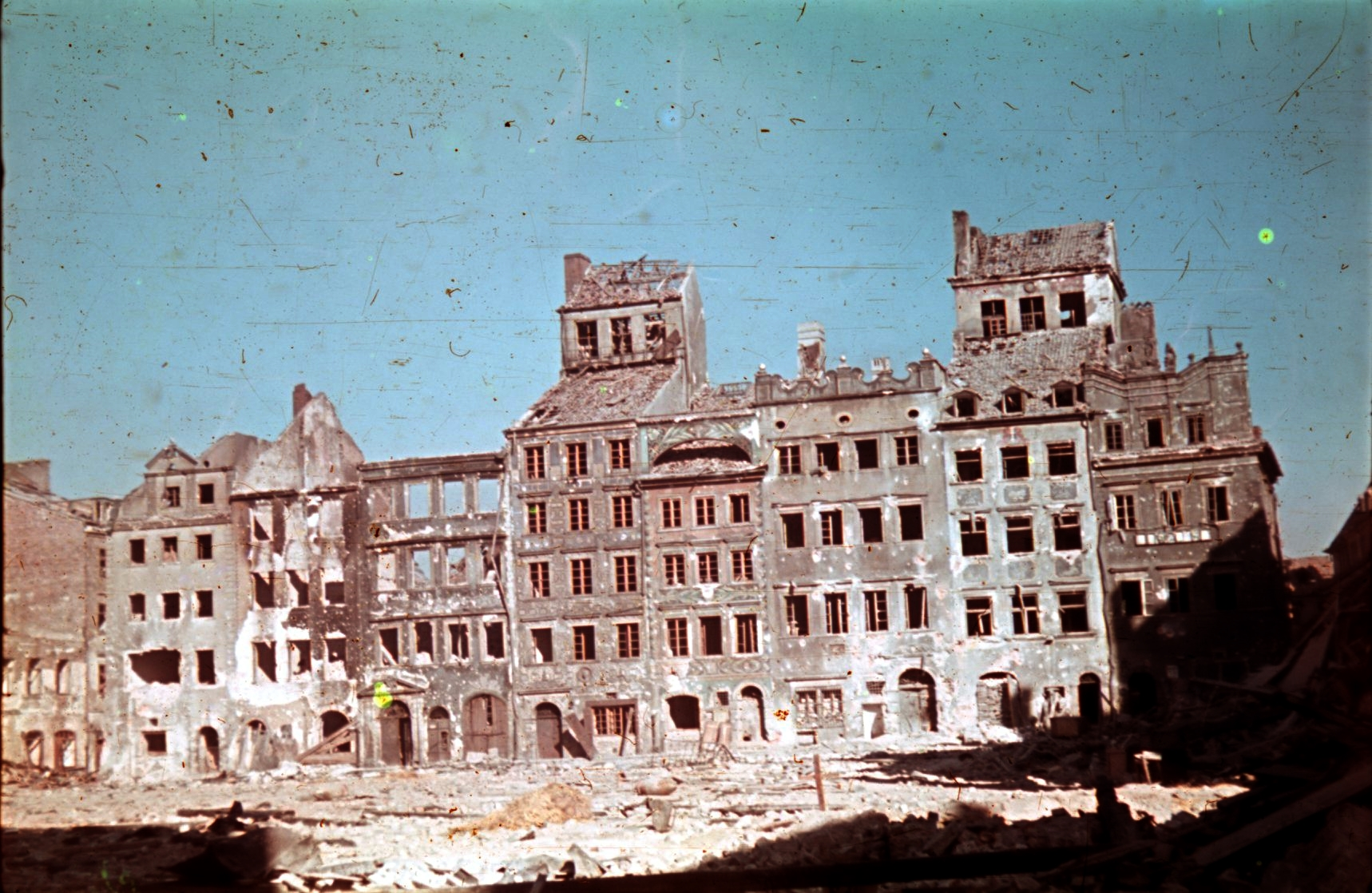
Strona Dekerta w czasie powstania warszawskiego, 1944

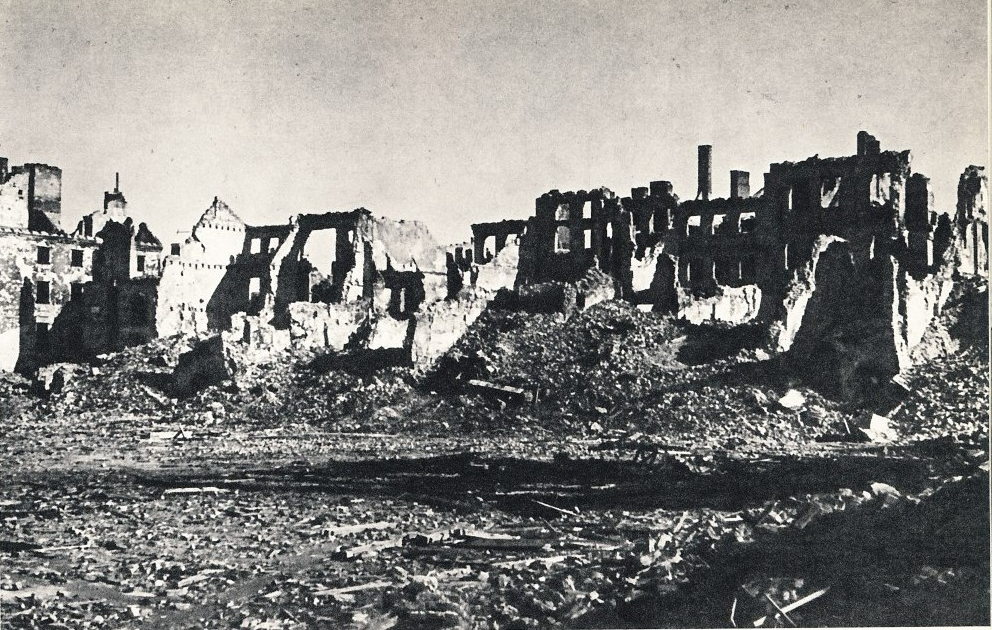
Strona Barssa, 1945

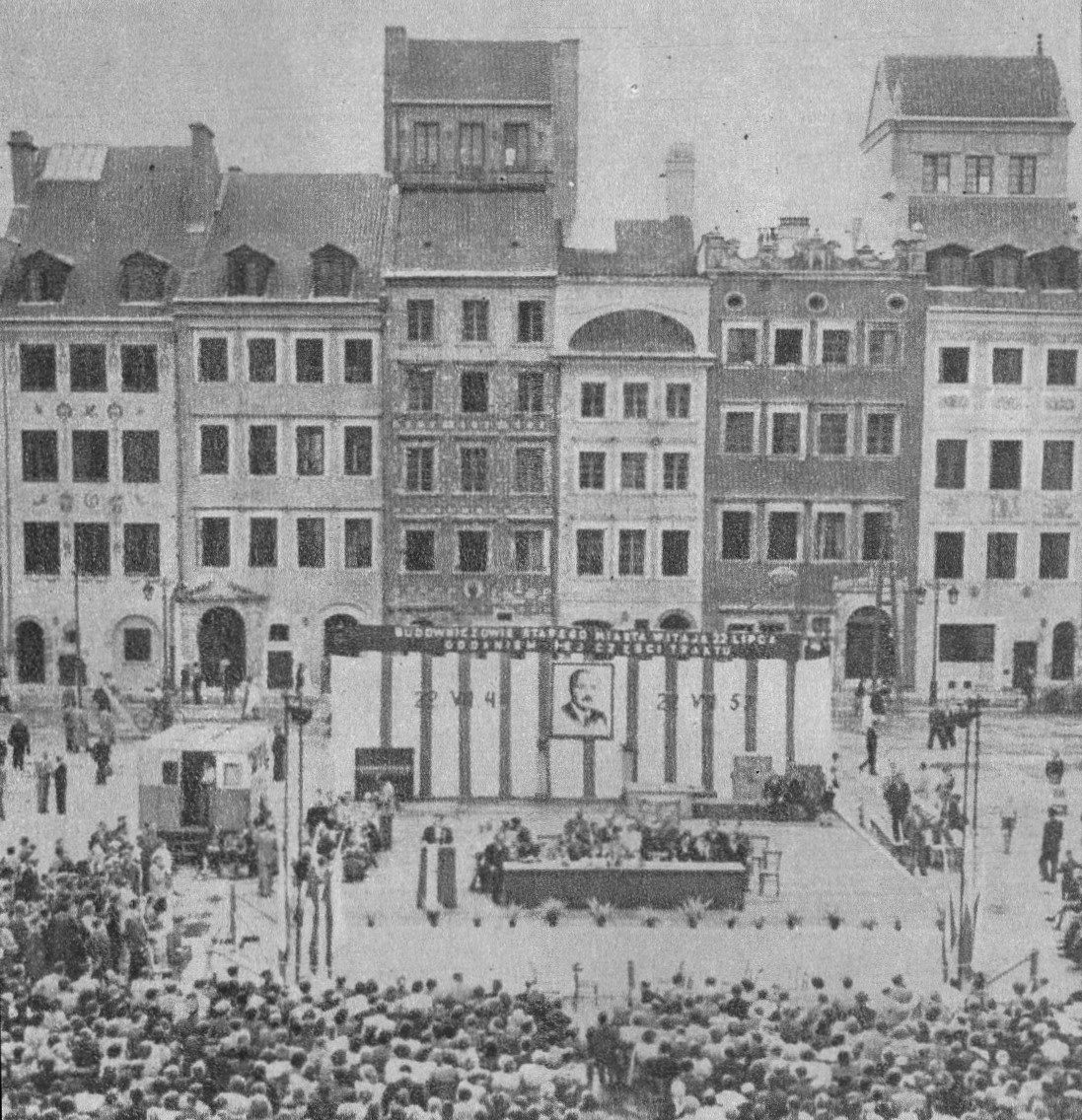
Uroczystość oddania do użytku odbudowanego Starego Miasta, 22 lipca 1953

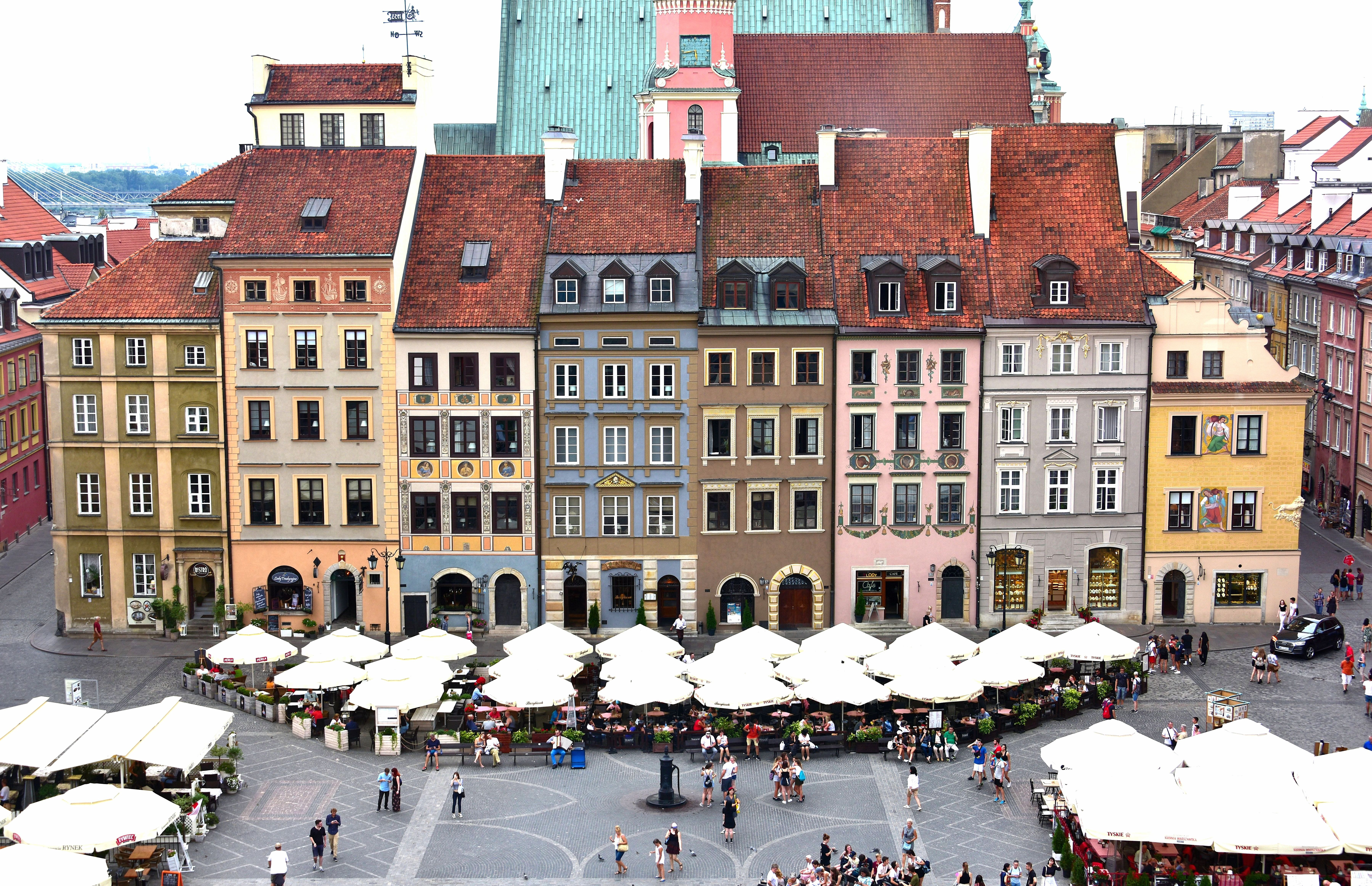
Strona Zakrzewskiego

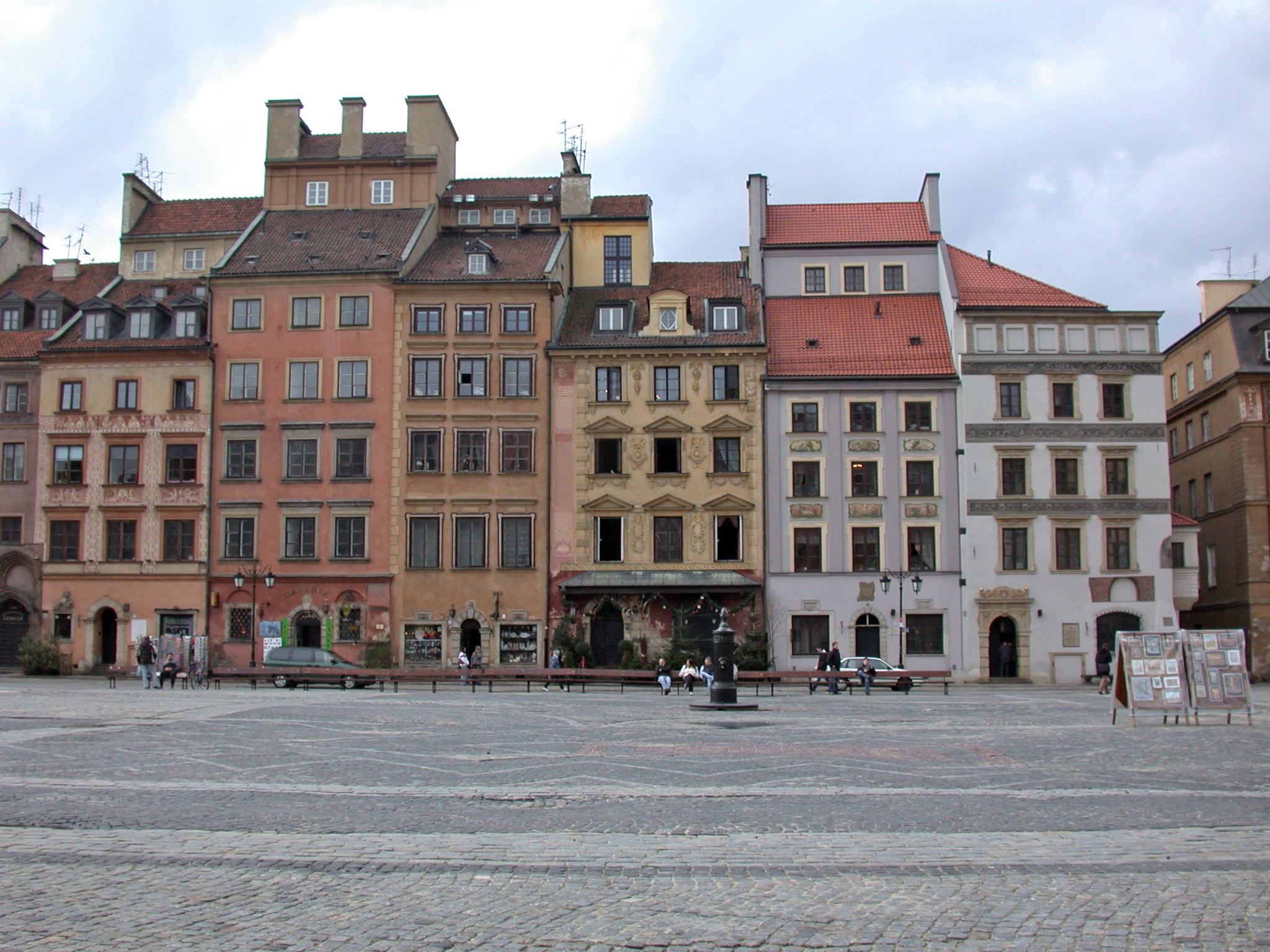
Strona Kołłątaja

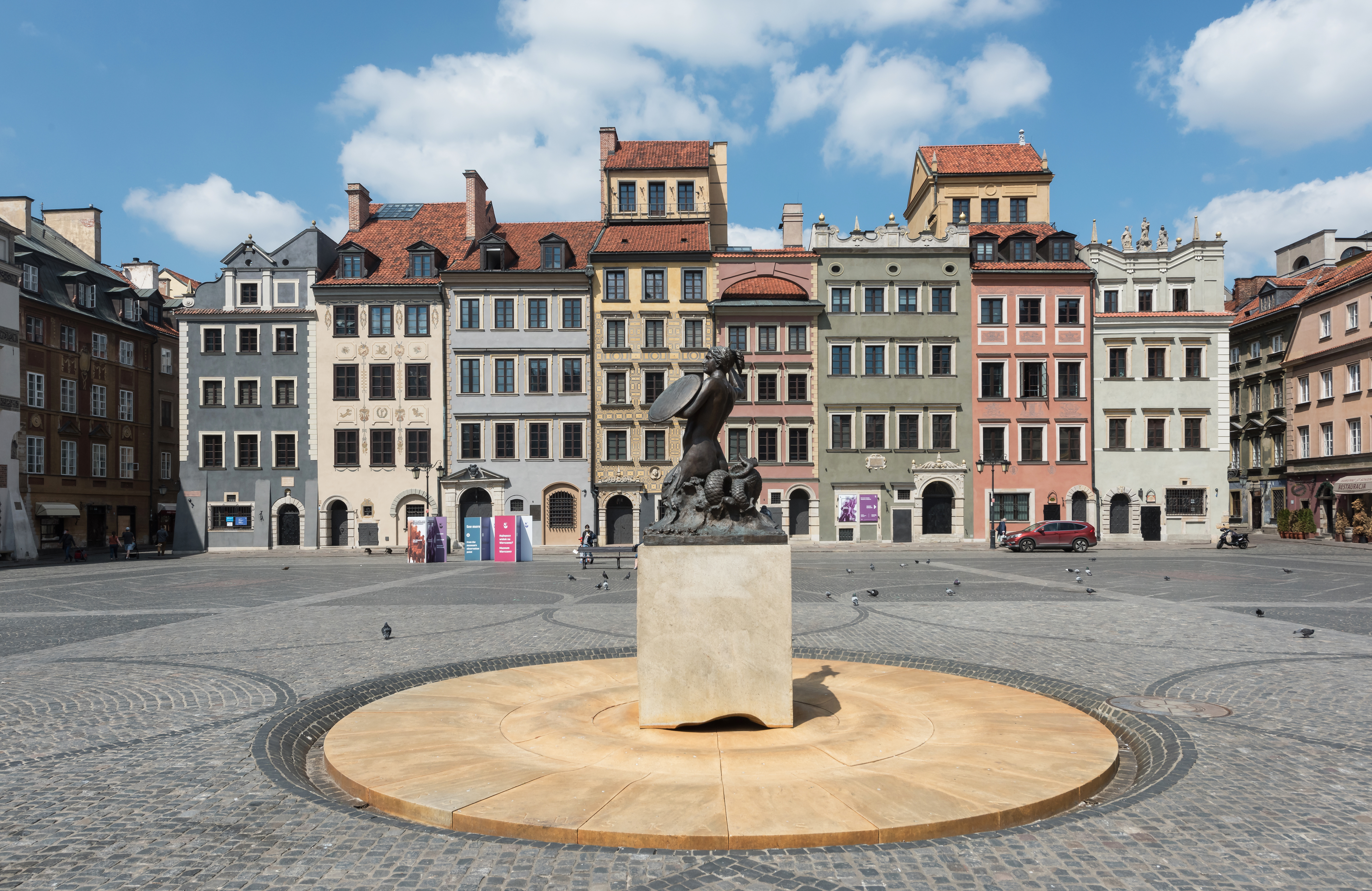
Strona Dekerta, siedziba Muzeum Warszawy. Na pierwszym planie pomnik Syreny

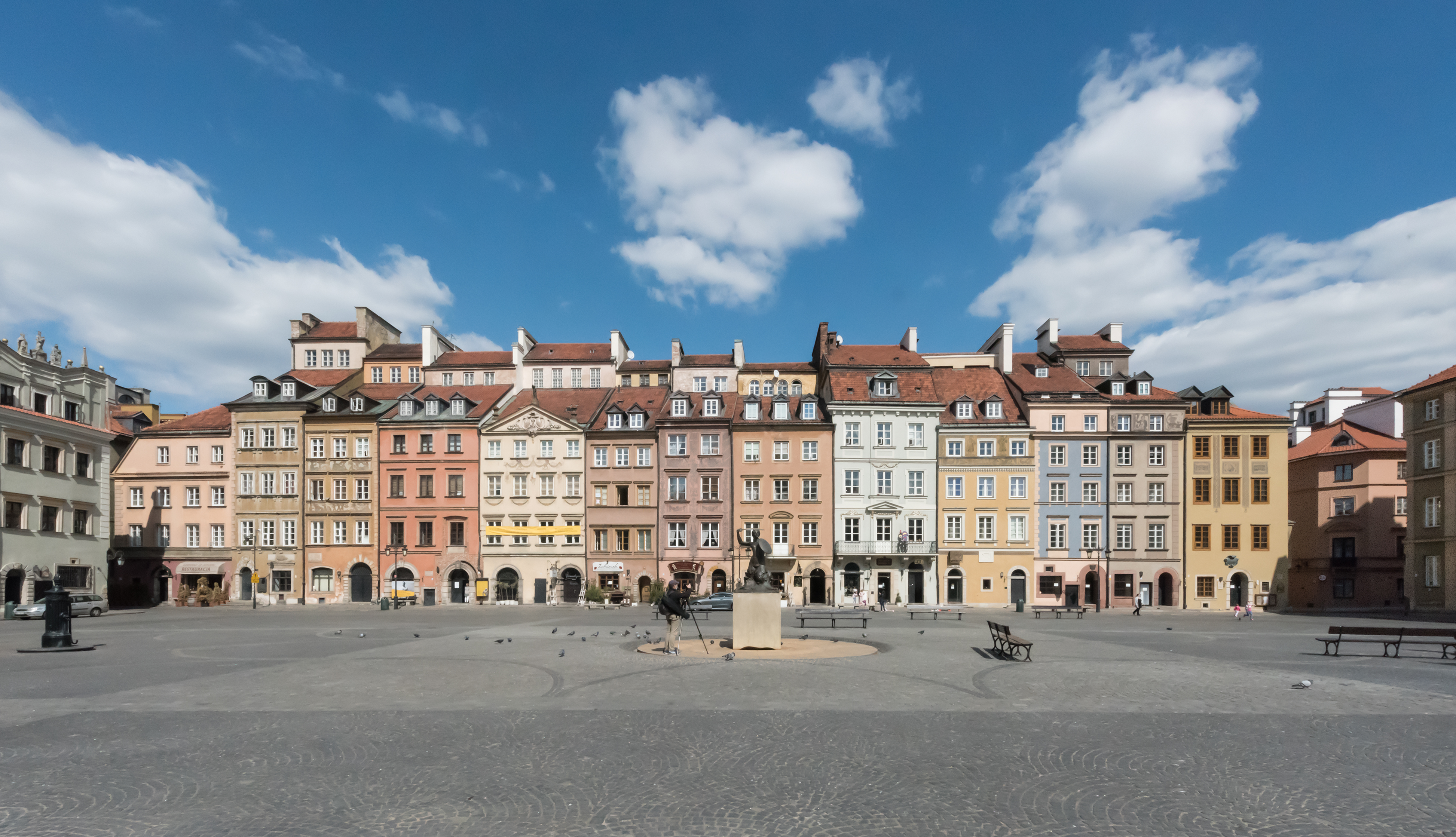
Strona Barssa

Rynek Starego Miasta – prostokątny rynek na warszawskim Starym Mieście.
Z rynku wychodzi osiem ulic (z każdego rogu po dwie, prostopadle do siebie): Celna, Jezuicka, Kamienne Schodki, Krzywe Koło, Nowomiejska, Wąski Dunaj, Zapiecek i Świętojańska.

## Historia
Rynek o wymiarach 90 na 73 metry został wytyczony na przełomie XIII i XIV wieku w czasie lokacji Starej Warszawy. Został usytuowany równolegle do Wisły, wzdłuż głównego traktu komunikacyjnego przebiegającego ulicami Świetojańską i Nowomiejską.
Rynek stanowił centrum administracyjno-handlowe Starej Warszawy. Był również miejscem ważnych wydarzeń historycznych, wystąpień politycznych, manifestów i publicznych egzekucji. Od początku XV wieku na środku placu znajdował się murowany ratusz z wysoką wieżą otoczony kramami. Przy ratuszu do XVIII wieku znajdowała się kuna.
Podczas wielkiego pożaru miasta w 1607 spłonęły 22 kamienice znajdujące się przy rynku.
3 stycznia 1665 przed ratuszem ścięto Konstantego Kotowskiego i trzech innych przywódców Związku Braterskiego, którzy byli odpowiedzialni za zamordowanie w 1662 hetmana polnego Wincentego Gosiewskiego.
9 maja 1794 przed ratuszem zostali powieszeni przywódcy konfederacji targowickiej, skazani na karę śmierci przez Sąd Kryminalny Księstwa Mazowieckiego: hetman wielki koronny Piotr Ożarowski, marszałek Rady Nieustającej Józef Ankwicz i hetman polny litewski Józef Zabiełło.
W 1817 rozebrano budynek ratusza. W 1855, w związku z uruchomieniem pierwszego nowoczesnego wodociągu miejskiego zaprojektowanego przez Henryka Marconiego, na środku rynku wzniesiono wodotrysk z posągiem Syreny dłuta Konstantego Hegla.
W 1913 znajdujące się na rynku targowisko przeniesiono ma Mariensztat.
W 1915 stronom rynku nadano nazwy. Są to:
- strona Barssa (wschodnia, dawniej zwana Wschodową albo Prawą)
- strona Kołłątaja (zachodnia, dawniej zwana Lewą)
- strona Dekerta (północna, dawniej zwana Miejską)
- strona Zakrzewskiego (południowa, dawniej zwana Zamkową albo Czwartą).

Podczas powstania warszawskiego kamienice przy rynku zostały w większości zniszczone poza kamienicami po stronie Dekerta, które były wzmocnione żelbetowymi stropami ogniotrwałymi. W latach 1949–1953 kamienice zostały pieczołowicie zrekonstruowane z użyciem ocalałych elementów kamieniarskich. Rynek oddano do użytku 22 lipca 1953. Wszystkie kamienice po stronie Dekerta zostały zaadaptowane na siedzibę Muzeum Historycznego m.st. Warszawy (od 2014 Muzeum Warszawy).
W 1965 roku rynek jako założenie urbanistyczne został wpisany do rejestru zabytków.

## Zabudowa
Zabudowa rynku pierwotnie była głównie drewniana, lecz już w XV wieku przeważała zabudowa murowana utrzymana w stylu gotyckim. Sam rynek był zastawiony kramami i straganami, lecz już od co najmniej 1429 stał tutaj ratusz Starej Warszawy. Przy dzisiejszej stronie Dekerta stały pręgierz i kuna, od XVI wieku znajdowała się także studnia.
Po pożarze w 1607 roku zabudowa rynku uległa przebudowie, która praktycznie niezmieniona przetrwała aż do zagłady w 1944. W 1817 rozebrany został ratusz, a Stare Miasto stało się enklawą miejskiej biedoty. W latach 1949–1953 zabudowę zrekonstruowano, nawiązując do wyglądu przed II wojną światową. Przy okazji domy zostały zaopatrzone w udogodnienia takie jak m.in. sanitariaty, nieobecne w kamienicach przedwojennych. Wszystkie pokryto dachami ceramicznymi, co przed wojną nie było tam normą. Część mieszkań połączono, ponieważ były zbyt małe. Do odbudowy kamienic wykorzystano oryginalne, ocalałe portale (nr 21 i 31), gotyckie wnęki (31 i 40) i polichromie (20 i 40). Usunięto wszystkie przybudówki i oficyny, które powstały w XIX wieku.
Do roku 1784 kamienice określane były jedynie nazwami utworzonymi od imion lub nazwisk właścicieli, szczególnie tych, którzy wznieśli dany budynek albo go przebudowali, ewentualnie od godeł kupieckich lub zdobienia fasady.
Podczas zakończonego w 2016 remontu kamienic zajmowanych przez Muzeum Warszawy po stronie Dekerta zmieniono kolorystykę fasad kamienic, co pozwoliło na cofnięcie rezultatów remontów z lat 70. i 80. XX wieku i przywrócenie oryginalnych barw zabytkowych kamienic z czasów ich odbudowy w latach 50.

### Strona Zakrzewskiego
Strona zwana wcześniej zamkową lub czwartą. Pierzeja południowa, od strony Zamku Królewskiego i katedry św. Jana, pomiędzy Celną a Zapieckiem. Do domów mieszczańskich tej strony rynku zalicza się również narożną kamienicę przy ul. Jezuickiej. Po zmianach dokonanych w XVIII w. policyjna numeracja domów nieparzysta od 1 do 13 od strony Wisły, hipoteczna ciągła od 35 (kamienica Walbachowska) do 41:
- kamienica narożna ul. Jezuicka 1/3: Zygmuntowska, Gizińska, Domus Professa
- kamienica nr 1: Walbachowska (Gizińska)
- kamienica nr 3: Juchtowska („Pod Cyrulikiem”)
- kamienica nr 5: Jeleniowska („Pod Bazyliszkiem”)
- kamienica nr 7: Złocista
- kamienica nr 9: Długoszowa („Dom Hermanowski”, „Dom Myśliwski”)
- kamienica nr 11: Majeranowska
- kamienica nr 13: Erlerowska („Pod Lwem”)

### Strona Kołłątaja
Strona zwana dawniej lewą. Pierzeja zachodnia, pomiędzy Zapieckiem a Wąskim Dunajem. Numeracja domów nieparzysta od 15 do 31 w kierunku Nowego Miasta, hipoteczna ciągła od 42 (Wójtowska) do 48:
- kamienica nr 15: Kranichowska
- kamienica nr 17: Markiewiczowska (Drewnów)
- kamienica nr 19: Wójtowska
- kamienica nr 21: Wilczkowska (Friczowska, Delpaczowska)
- kamienica nr 21a: Klucznikowska
- kamienica nr 23: Urbanowska (Anszultowska)
- kamienica nr 25: Rolińska
- kamienica nr 27: Fukierowska
- kamienica nr 29: Gizińska (Sakresowska)
- kamienica nr 31: „Pod świętą Anną” (Mincerowska; błędnie nazywana kamienicą Książąt Mazowieckich[28])

### Strona Dekerta
Strona zwana dawniej miejską. Pierzeja północna, od strony Nowego Miasta, pomiędzy Kamiennymi Schodkami a Wąskim Dunajem. Numeracja domów parzysta od 42 do 28, hipoteczna od 49 do 56:
- kamienica nr 42: Montelupich (Filipowska)
- kamienica nr 40: Klemensowska (Gagatkiewicza, Teofolowska, Sobolowska, Majnowska)
- kamienica nr 38: Kurowskiego (Rongiuszowska, Talentowska)
- kamienica nr 36: „Pod Murzynkiem” (Cukiernikowska, Imlandowska)
- kamienica nr 34: Kleinpoldowska (Klekotowska, Szlichtyngowska)
- kamienica nr 32: Baryczkowska
- kamienica nr 30: Kazubowska
- kamienica nr 28: Falkiewiczowska

### Strona Barssa
Strona nazywana pierwotnie wschodową lub prawą. Pierzeja wschodnia, od strony Wisły pomiędzy Kamiennymi Schodkami a Celną. Policyjna numeracja domów parzysta od 26 do 2 w kierunku Celnej, hipoteczna ciągła od 57 (Orłowska i Walterowska) do 67 (Martensowa):
- kamienica nr 26: Preysowska
- kamienica nr 24: Busserowska
- kamienica nr 22: „Pod Fortuną”
- kamienica nr 20: Balcerowska (Winklerowska)
- kamienica nr 18: Orlemusowska
- kamienica nr 16: Kociszewskich
- kamienica nr 14: Kupczewiców (Kupczewiczów, Kupcewiczów, Łyszkiewicza)
- kamienica nr 12: Czerskich
- kamienica nr 10: Properowska (Troperowska)
- kamienica nr 8: Szymonowicza
- kamienica nr 6: Gizińska (Martensowa, Wachnicowska)
- kamienica nr 4: Strubiczowska (Harniszewska, Koślińska)
- kamienica nr 2: Bornbachowska (Burbachowska, Winklerowska)

### Szlak Kulturalnych Piwnic Starego Miasta
Pod ośmioma kamienicami po stronie Dekerta oraz kamienicą Burbachowską znajdują się piwnice, udostępnione do zwiedzania w ramach Szlaku Kulturalnych Piwnic Starego Miasta.